# Cầu Pokoju

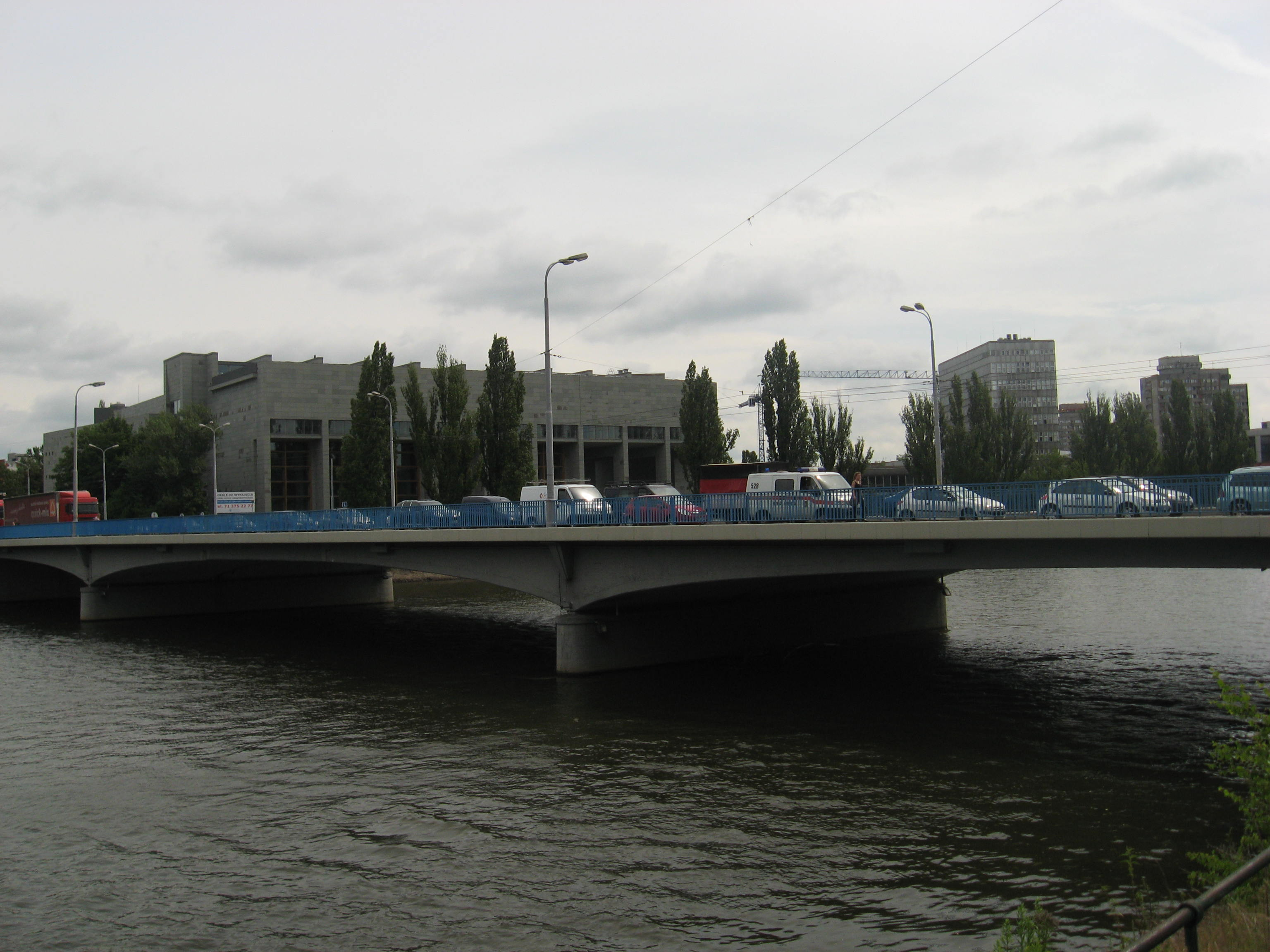
Cầu Pokoju (2011)

Cầu Pokoju, hay Cầu Hoà bình (tiếng Ba Lan: Most Pokoju) là một cây cầu bắc qua dòng chảy chính của sông Odra, tọa lạc ở Wrocław, Ba Lan.

## Lịch sử
Trước năm 1945 có một cây cầu khác bằng sắt ở cùng địa điểm. Cây cầu này được xây dựng vào năm 1875 và được đặt theo tên của nhà triết học và nhà thơ người Đức Gotthold Ephraim Lessing với cái tên "Lessingbrücke".
Cầu Pokoju được kiến trúc sư Jan Kmita thiết kế và do các kỹ sư S. Szyndlar và B. Christoff chịu trách nhiệm xây dựng. Công trình kiến trúc này được tiến hành trong giai đoạn 1954-1959. Bộ trưởng Bộ Ngoại giao Cộng hòa Nhân dân Ba Lan, Adam Rapacki, đã đặt một tấm bảng kỷ niệm ở trụ phía Bắc của cây cầu.
Năm 1966, cây cầu chính thức mang tên Cầu Pokoju (trước đó được gọi là Cầu Wojewódzki).
Cây cầu liên tục được cải tạo trong những năm tiếp theo. Lần tái thiết cuối cùng được thực hiện vào năm 2003. Vào thời điểm đó, cả cây cầu và Phố Wyszyńskiego đều được xây dựng lại.

## Thiết kế
Cây cầu có ba nhịp với chiều dài dài 125,3 m và rộng 25,7 m, có hai làn đường xe (rộng 6,40 m), hai vỉa hè (mỗi bên 3,75 m) và một tuyến xe điện.